# Fuite en Égypte
Pour les articles homonymes, voir La Fuite en Égypte et Fuite.

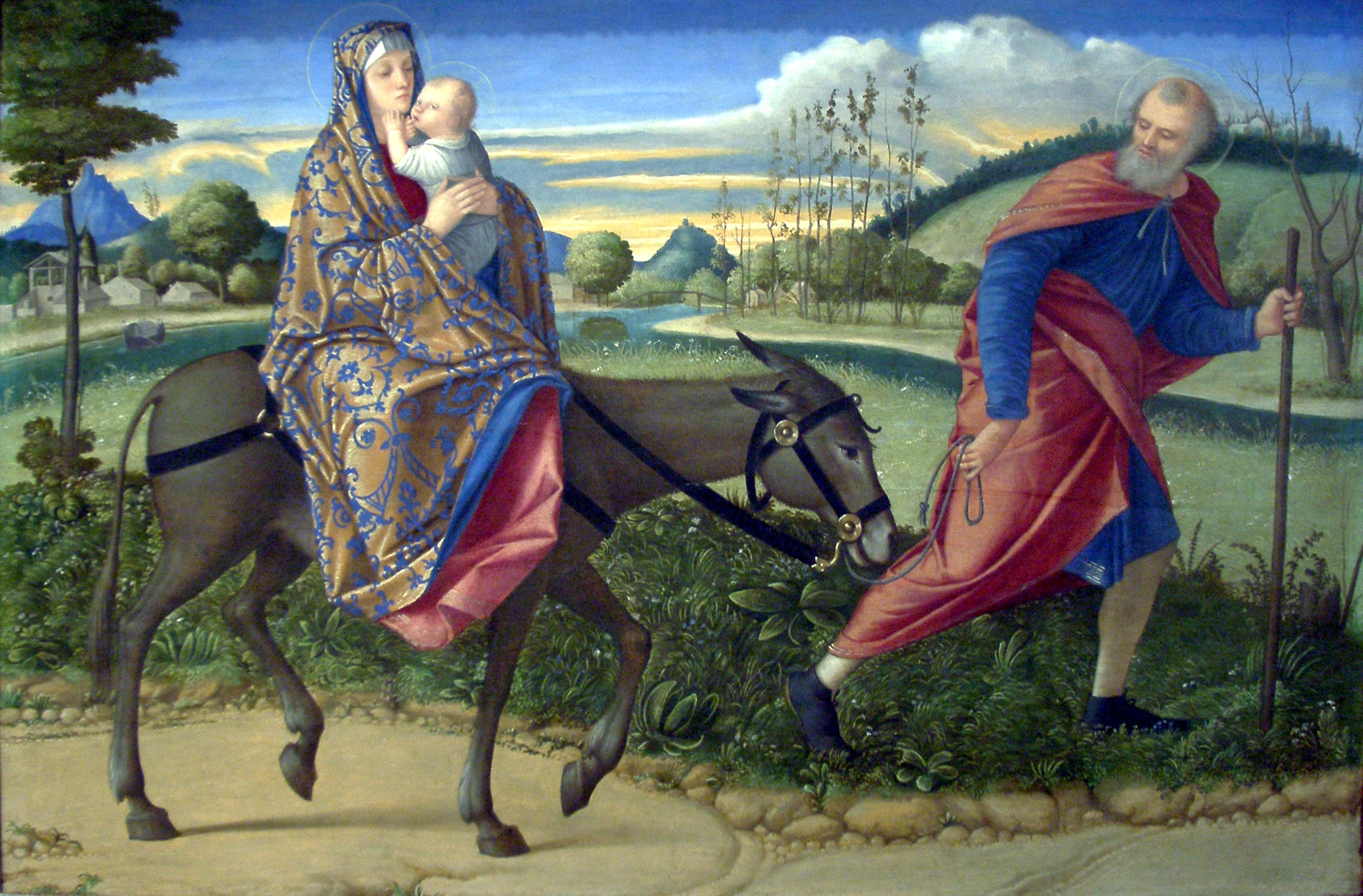
La Fuite en Égypte par Vittore Carpaccio (1500).

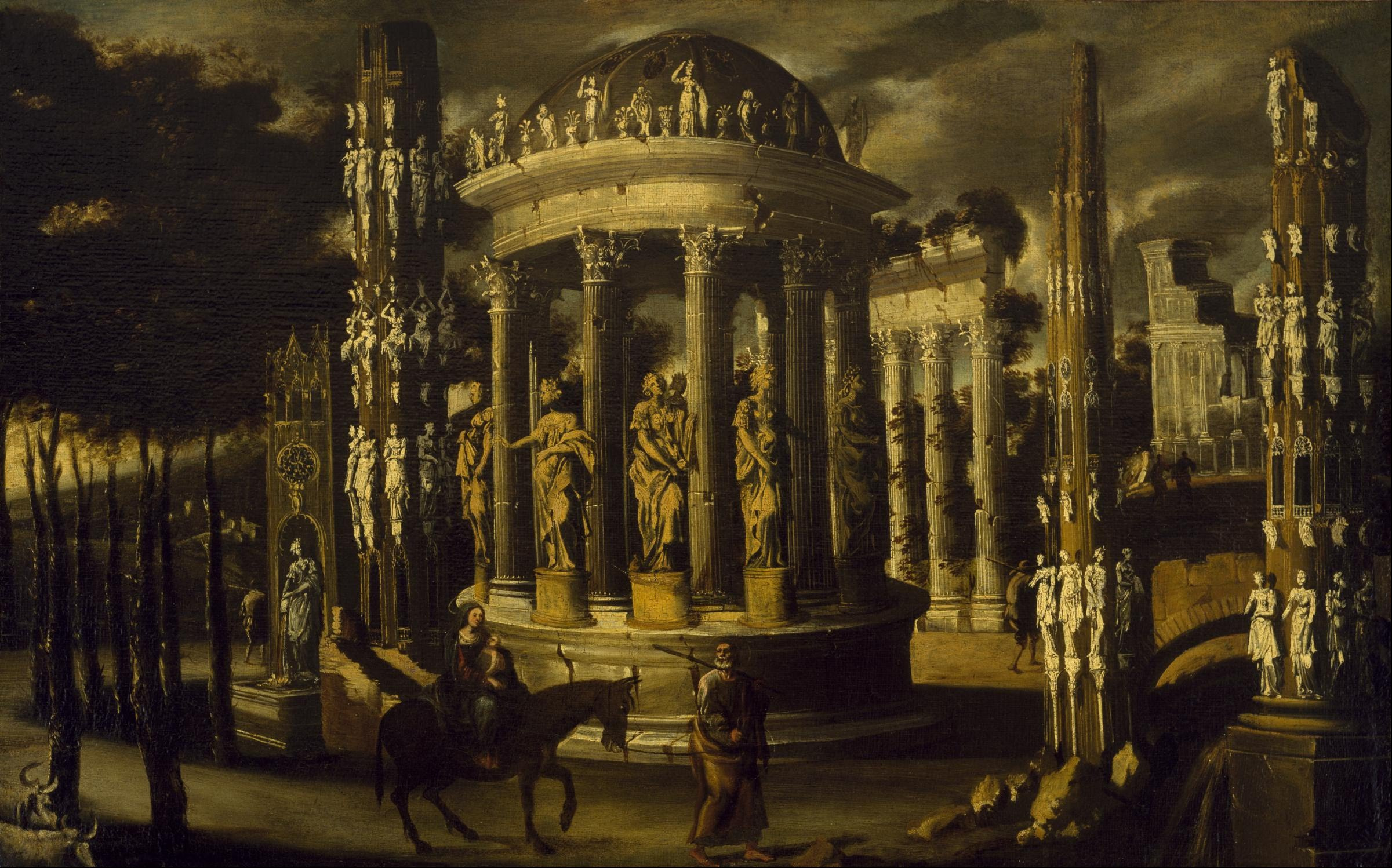
La Fuite en Égypte par François de Nomé (Monsù Desiderio), Musée des beaux-arts de Houston.

La fuite en Égypte de la Sainte Famille et le massacre des Innocents sont rapportés dans un passage de l'Évangile selon Matthieu (Mt 2, 13-23) qui forme une unité rédactionnelle. Cet épisode est un thème iconographique majeur dans l'art chrétien.
Les deux textes font partie du Sondergut de cet évangile : ces faits ne sont pas évoqués dans les deux autres évangiles synoptiques (Marc et Luc) ni dans celui de Jean.
Selon Matthieu, le roi Hérode Ier, informé par les mages de la naissance du « roi des Juifs » à Bethléem, envoya tuer tous les enfants de moins de deux ans qui se trouvaient dans la ville. Joseph, prévenu par un songe, s'enfuit avec l'enfant Jésus et sa mère en Égypte, où ils restèrent jusqu'à la mort d'Hérode. Cependant, comme le fils d'Hérode, Archélaüs, régnait sur la Judée à la suite de son père, par prudence, Joseph s'installa avec sa famille à Nazareth en Galilée.

## Le texte
« Lorsqu’ils furent partis, voici, un ange du Seigneur apparut en songe à Joseph, et dit : "Lève-toi, prends le petit enfant et sa mère, fuis en Égypte, et restes-y jusqu’à ce que je te parle ; car Hérode cherchera le petit enfant pour le faire périr".
Joseph se leva, prit de nuit le petit enfant et sa mère, et se retira en Égypte.
Il y resta jusqu’à la mort d’Hérode, afin que s’accomplît ce que le Seigneur avait annoncé par le prophète: "J’ai appelé mon fils hors d’Égypte". » (Mt 2:13-15, traduction de Louis Segond, 1910.)

## Traditions
En partant de Bethléem, Marie se serait assise pour se reposer. Le lieu a été vénéré comme la Kathisma, le siège de Marie. Une église byzantine y a été construite, dont des ruines sont restées.
L'itinéraire parcouru par la Sainte Famille - relaté par la tradition chrétienne orientale - s'appelle le Chemin de la Sainte Famille, et est en passe d'être reconnu au patrimoine mondial de l'humanité par l'UNESCO.

## Le thème dans les arts

### La fuite en Égypte dans les arts plastiques
Voir plus précisément : Repos pendant la fuite en Égypte dans les arts

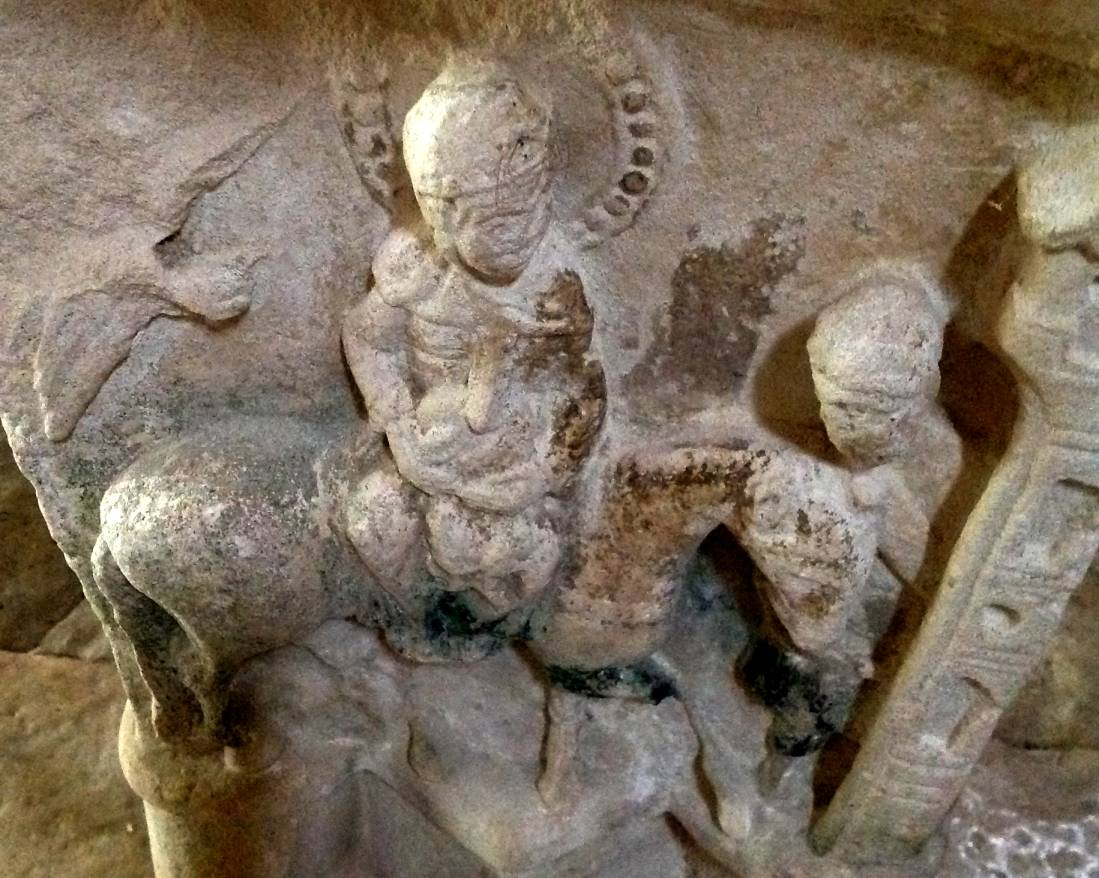
Lasvaux, église Notre-Dame de La Nativité, baptistère, Fuite en Egypte (siècle)

- Chapiteau de la cathédrale Saint-Lazare d'Autun, par le sculpteur Gislebertus (XIIe siècle).
- Chapiteau réemployé comme support de baptistère dans l'église Notre-Dame de La Nativité de Lasvaux, ancienne commune de Cazillac (commune du Vignon-en-Quercy)[2].
- Vitrail d'une des chapelles du chœur de la cathédrale Notre-Dame de Paris
- La Fuite en Égypte, Giotto
- Fra Angelico
- Gentile da Fabriano, Fuite en Égypte, musée des Offices, Florence.
- Duccio (1308-1311)
- Panneau de retable peint par Melchior Broederlam, v. 1400 (musée des beaux-arts de Dijon)
- Maître de Boucicaut, Heures du maréchal de Boucicaut (1405-1408)
- Albrecht Dürer, Polyptyque des Sept Douleurs
- Vittore Carpaccio (1500)
- La Fuite en Égypte du Titien (1509), musée de l'Ermitage de Saint-Pétersbourg.

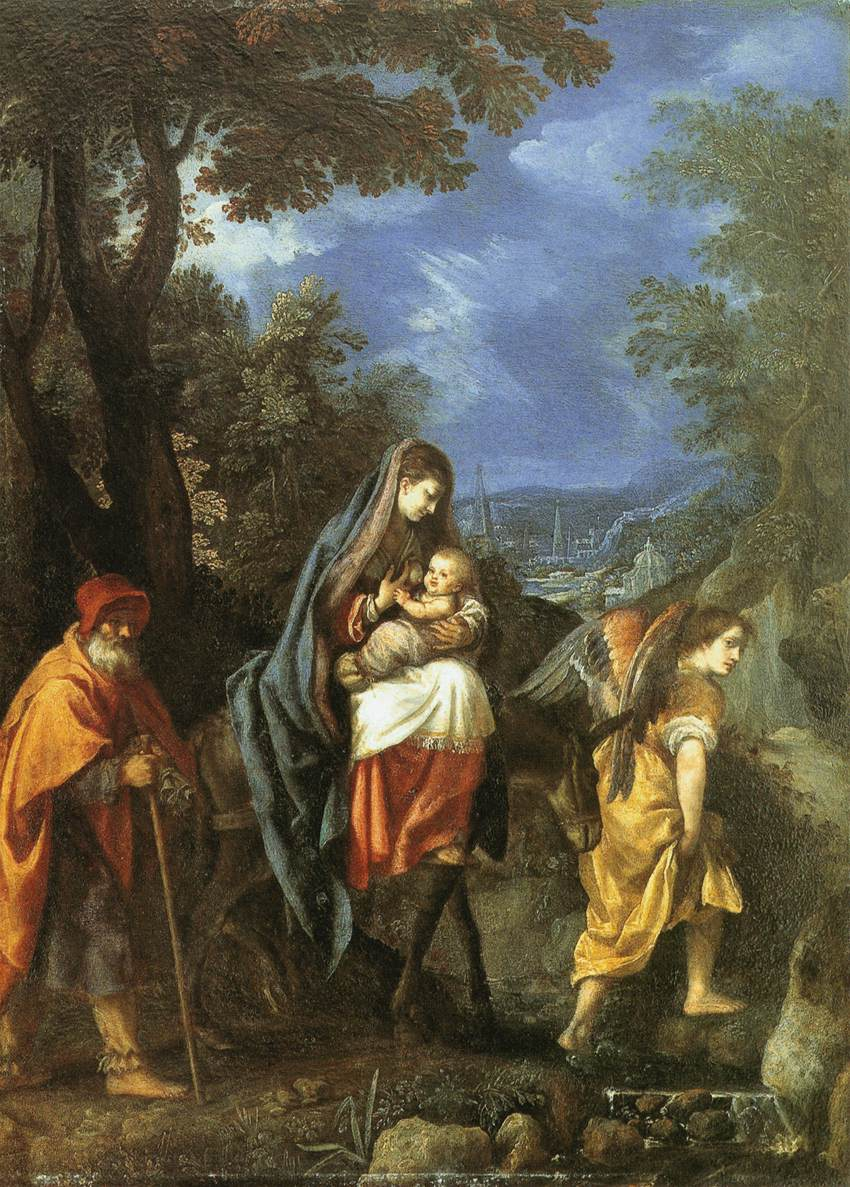
La Fuite en Égypte par Lodovico Cigoli (ca. 1608).

- La Fuite en Égypte par Lodovico Cigoli (ca. 1608).La Fuite en Égypte par Francisco de Osona vers 1510
- La Fuite en Égypte de Joachim Patinier, entre 1515 et 1524
- Paysage avec la fuite en Égypte de Joachim Patinier, vers 1515
- La Fuite en Égypte d'Annibale Carracci, entre 1604 et 1606
- La Fuite en Égypte de Lodovico Cigoli (vers 1608), musée Fabre de Montpellier
- La Fuite en Égypte d'Adam Elsheimer, 1609
- La Fuite en Égypte de Pierre Paul Rubens, 1614
- Paysage avec le repos pendant la fuite en Égypte de Rembrandt, 1647,
- La Fuite en Égypte de Claude Gellée, 1635, puis du même artiste, Paysage avec le repos pendant la fuite en Égypte, 1661
- La Fuite en Égypte de Francisco de Zurbarán, 1635-1640
- La Fuite en Égypte de Nicolas Poussin (1657), dépôt du musée du Louvre au musée des beaux-arts de Lyon,
- Paysage avec la fuite en Égypte de Claude Gellée dit Le Lorrain, 1663
- Bartolomé Esteban Murillo, Fuga in Egitto, Palazzo Bianco de la Strada Nuova (Gênes)
- Andrea Lanzani (1712)
- Sebastiano Ricci (1712-1716), Chatsworth House, UK[3]
- La Fuite en Égypte, Jean-Laurent Legeay, 1768[4]
- Huida a Egipto de Francisco de Goya (1771-1774), Bibliothèque nationale d'Espagne.
- José del Castillo réalise en 1784 une gravure copiant un tableau de Luca Giordano qui se trouvait dans le Palais du Buen Retiro[5]
- Alexandre-Gabriel Decamps, 1850-1860[6]
- Le Repos pendant la fuite en Egypte, Luc-Olivier Merson, 1879
- Anno Domini, Edwin Long, 1883
- La fuite en Egypte, Hocine Ziani, 2013[7]

Plusieurs œuvres rajoutent à cette Sainte Famille restreinte d'autres membres de la famille :
- saint Jean-Baptiste, dans La Madonna del Passeggio de Raphaël et La Fuite en Égypte du Titien de 1509 ;
- sainte Élisabeth, dans le Repos pendant la Fuite en Égypte avec saint Jean et sainte Élisabeth de Nicolas Loir (1623-1679) ;

La Fuite en Égypte dans les arts plastiques
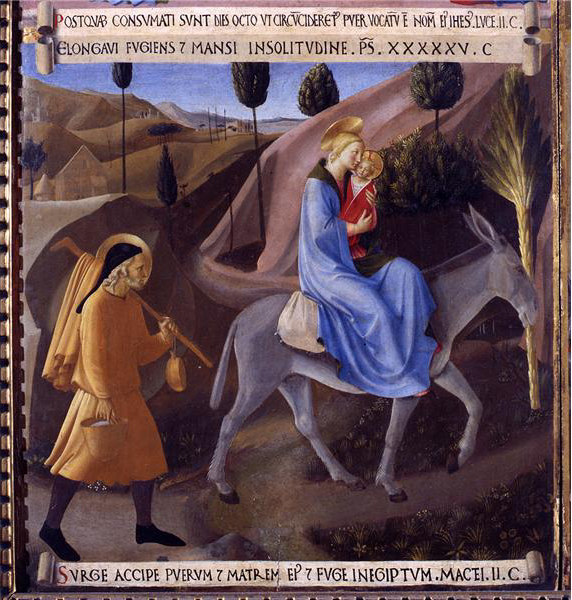
Fuite en Égypte de Fra Angelico (Armadio degli Argenti du musée national San Marco).
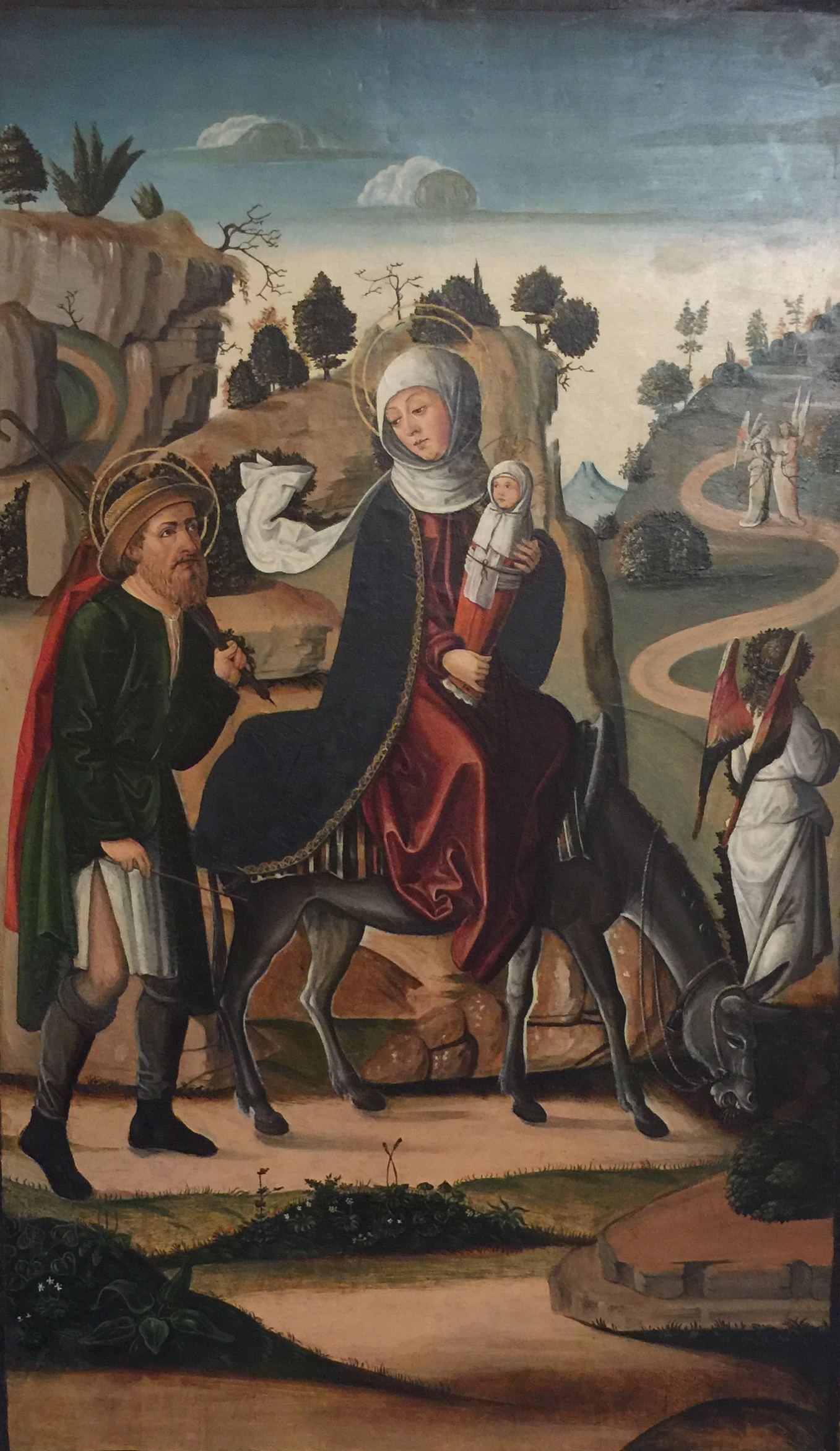
La Fuite en Égypte par Francisco de Osona, c. 1510. Cathédrale de Segorbe.
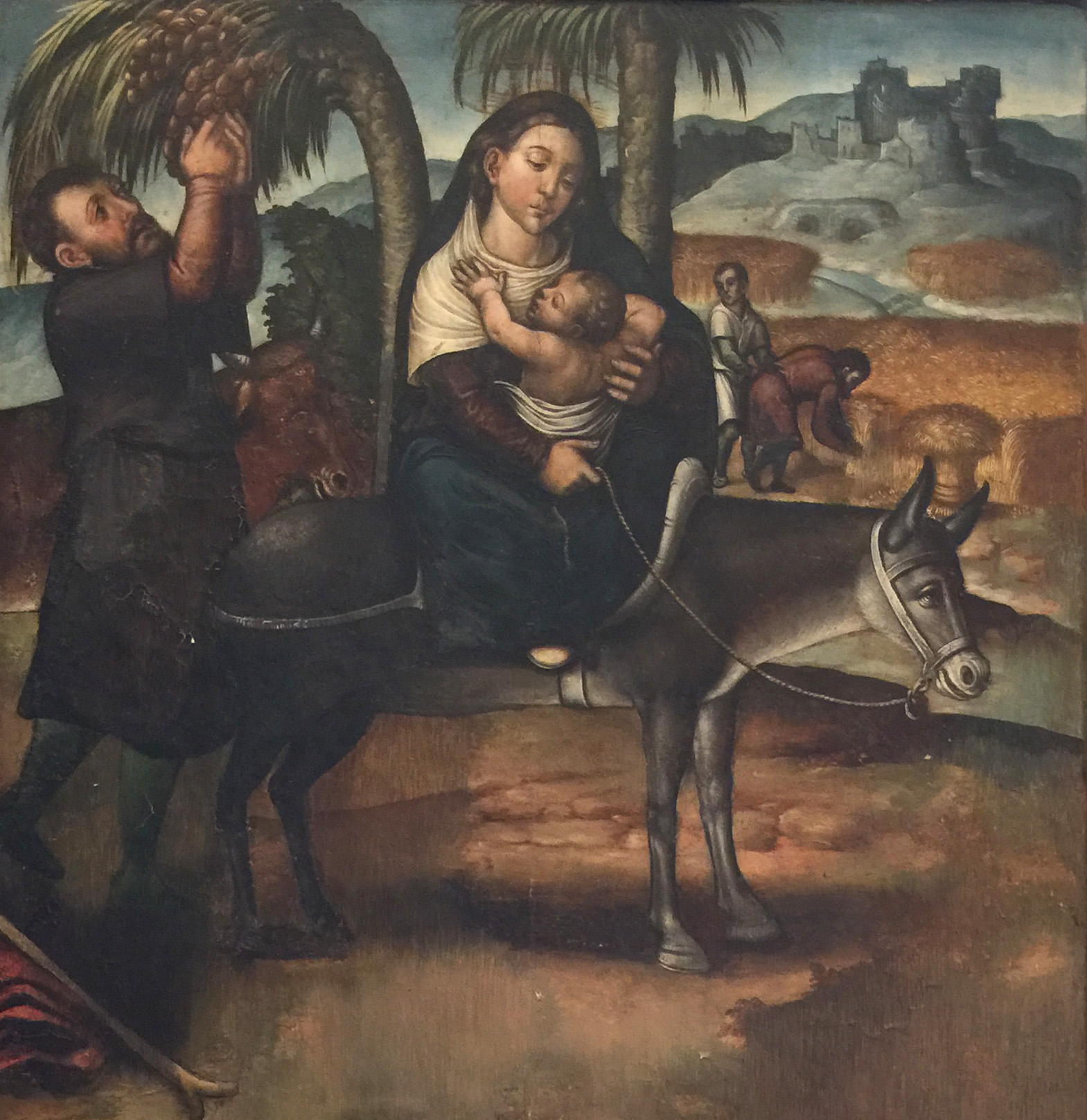
Fuite en Égypte par Cristóbal Lloréns, v. 1560-1570. Musée de l'Almodi de Xàtiva.
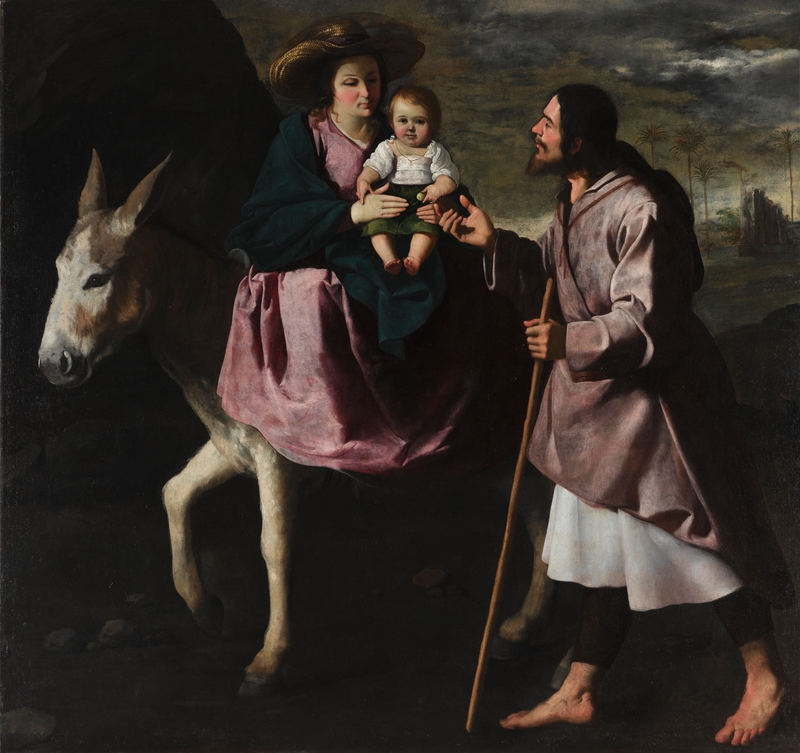
Francisco de Zurbarán, Fuite en Égypte (1630), Seattle Art Museum.
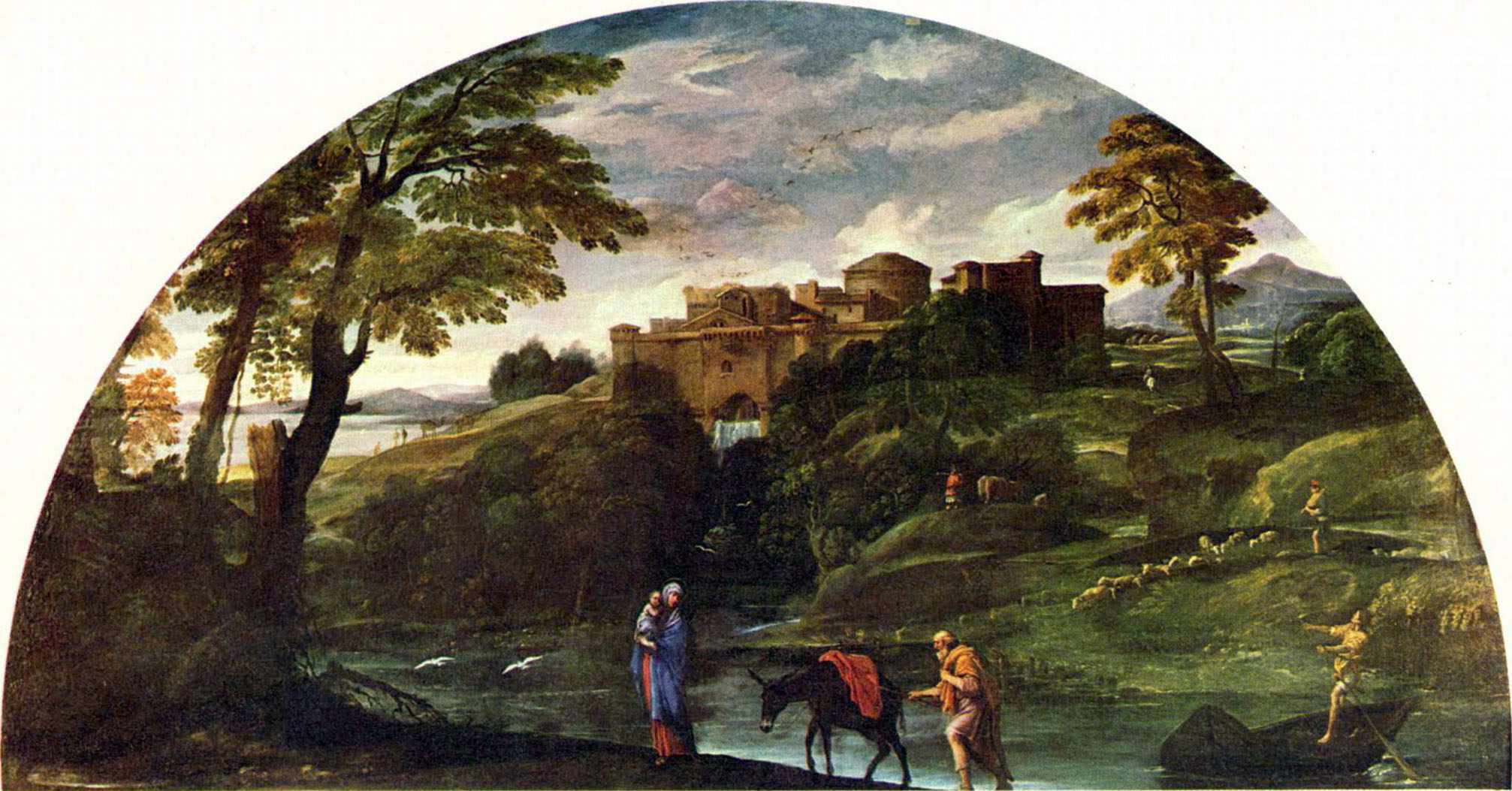
La Fuite en Égypte par Annibale Caracci, huile sur toile, 1604-1606
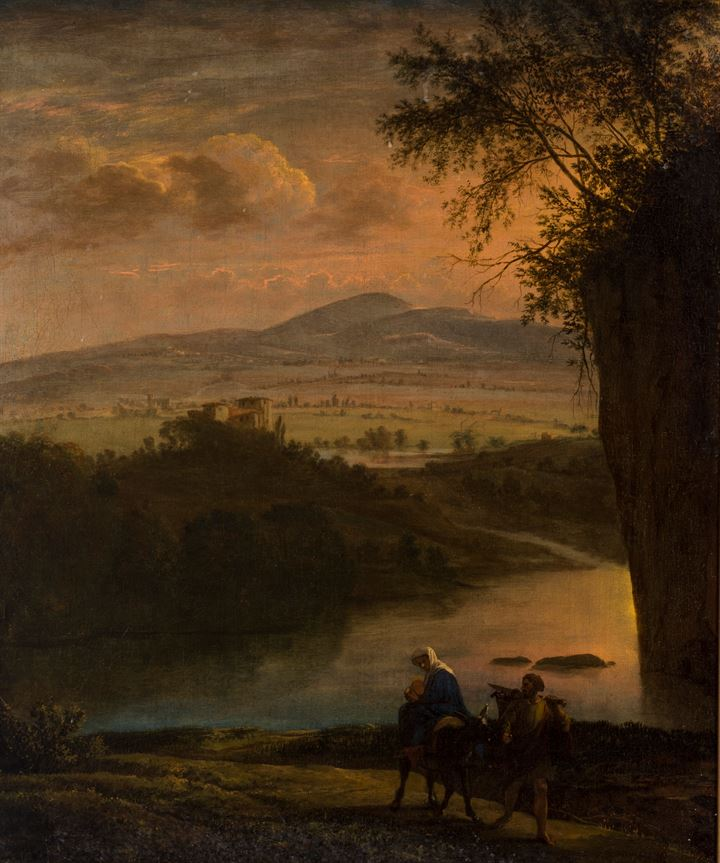
La Fuite en Égypte par Jan Asselyn, c. 1640
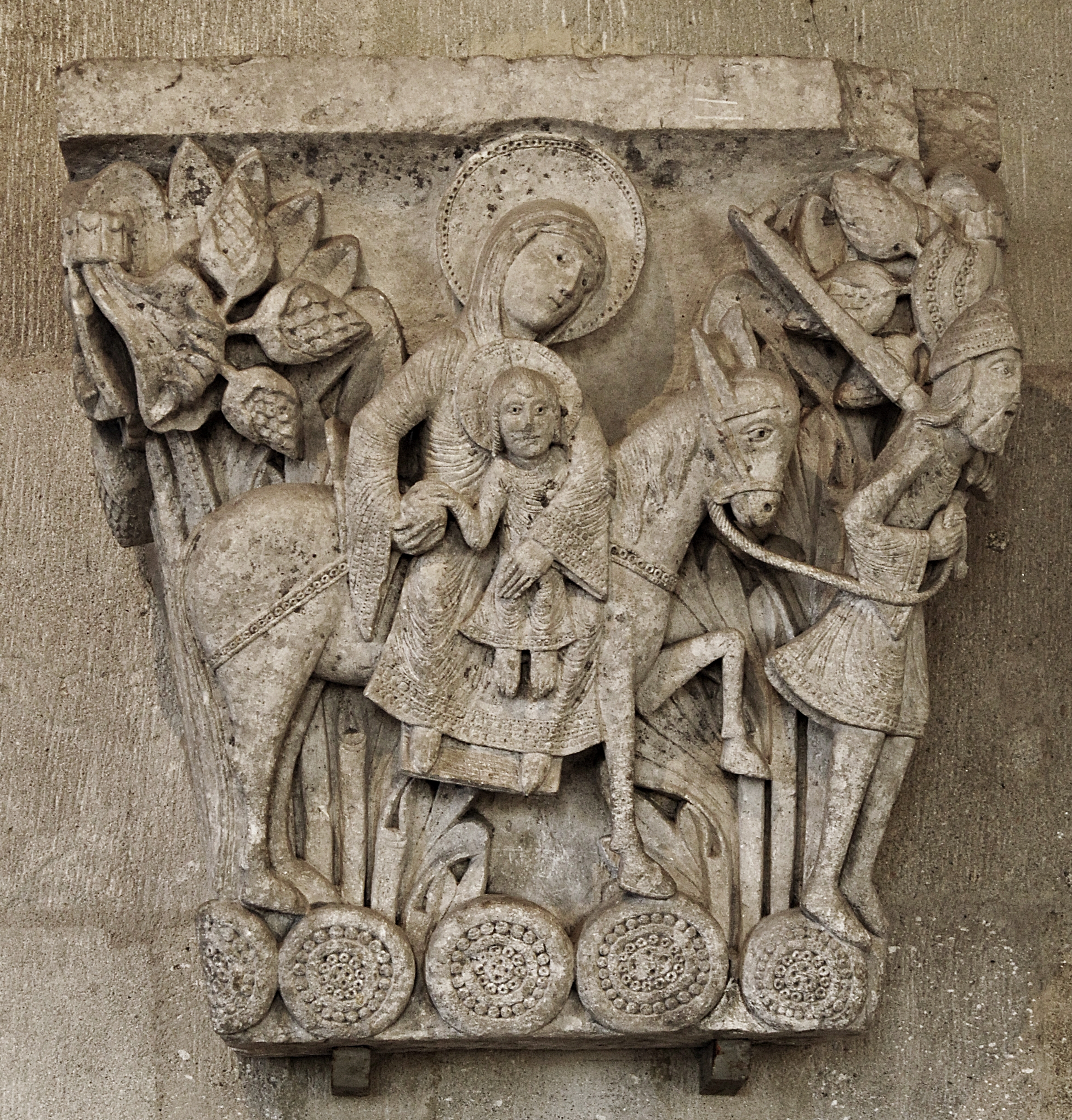
La Fuite en Égypte, cathédrale Saint-Lazare d'Autun, XIIIe siècle.
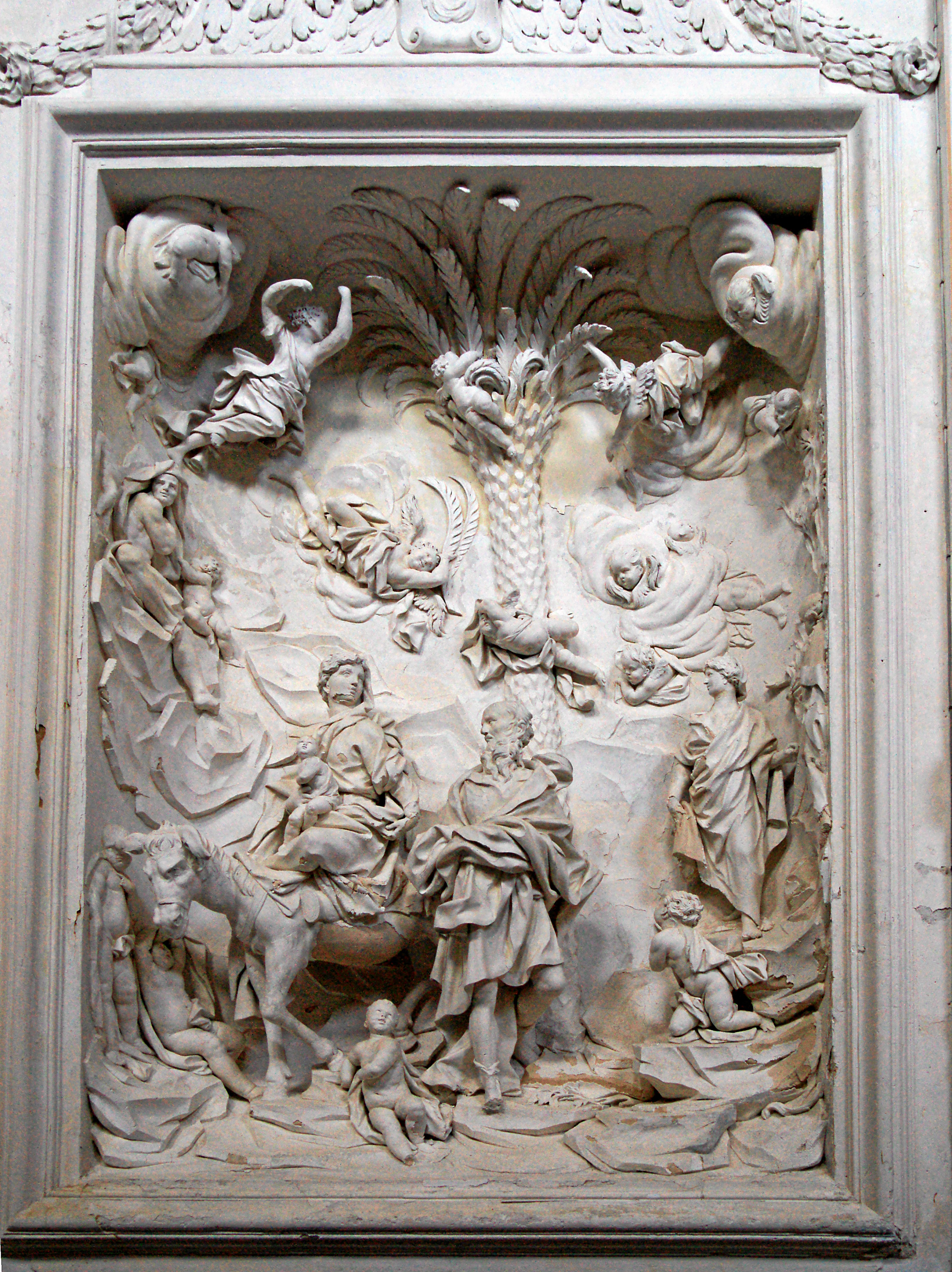
Giacomo Serpotta, église du Saint-Esprit, Agrigente : la Fuite en Égypte, haut-relief en stuc
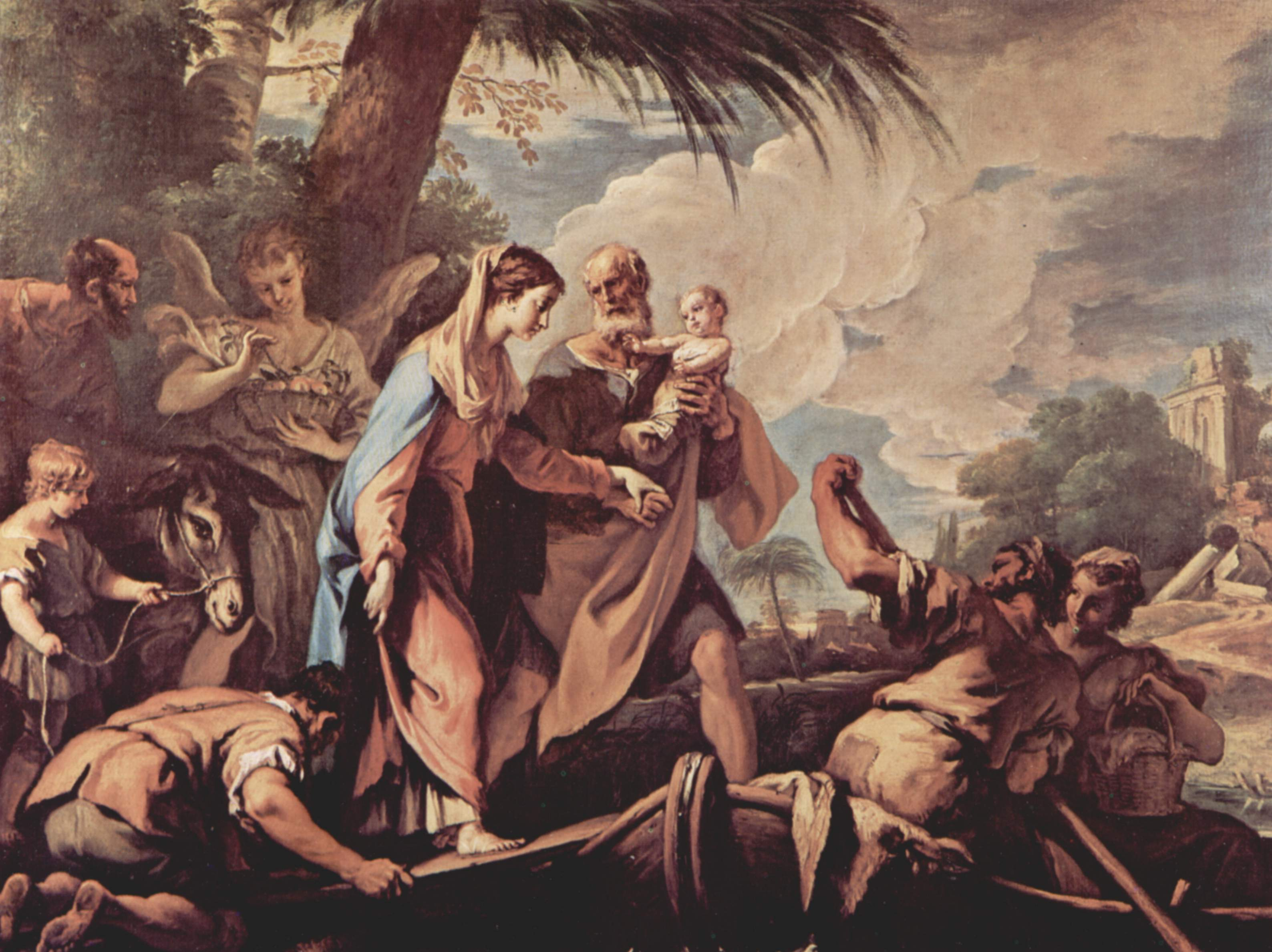
La Fuite en Egypte, 1712-1716 Sebastiano Ricci Chatsworth House, UK
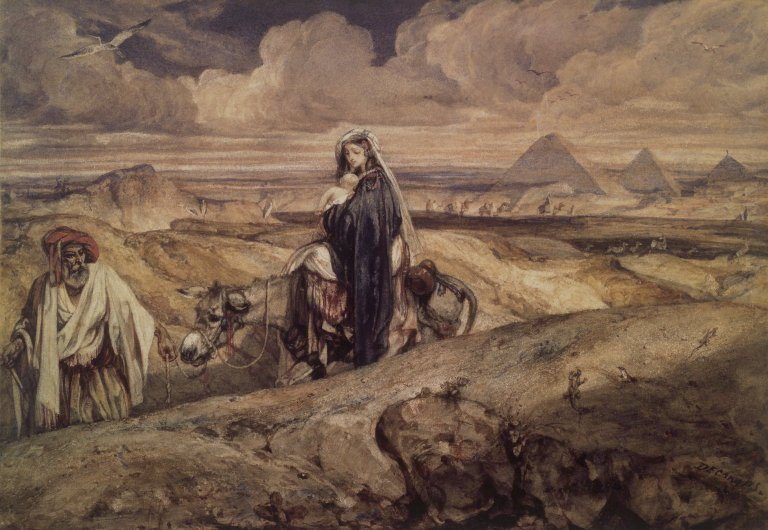
Fuite en Égypte, 1850-1860 Alexandre-Gabriel Decamps, aquarelle Paris, musée d'Orsay
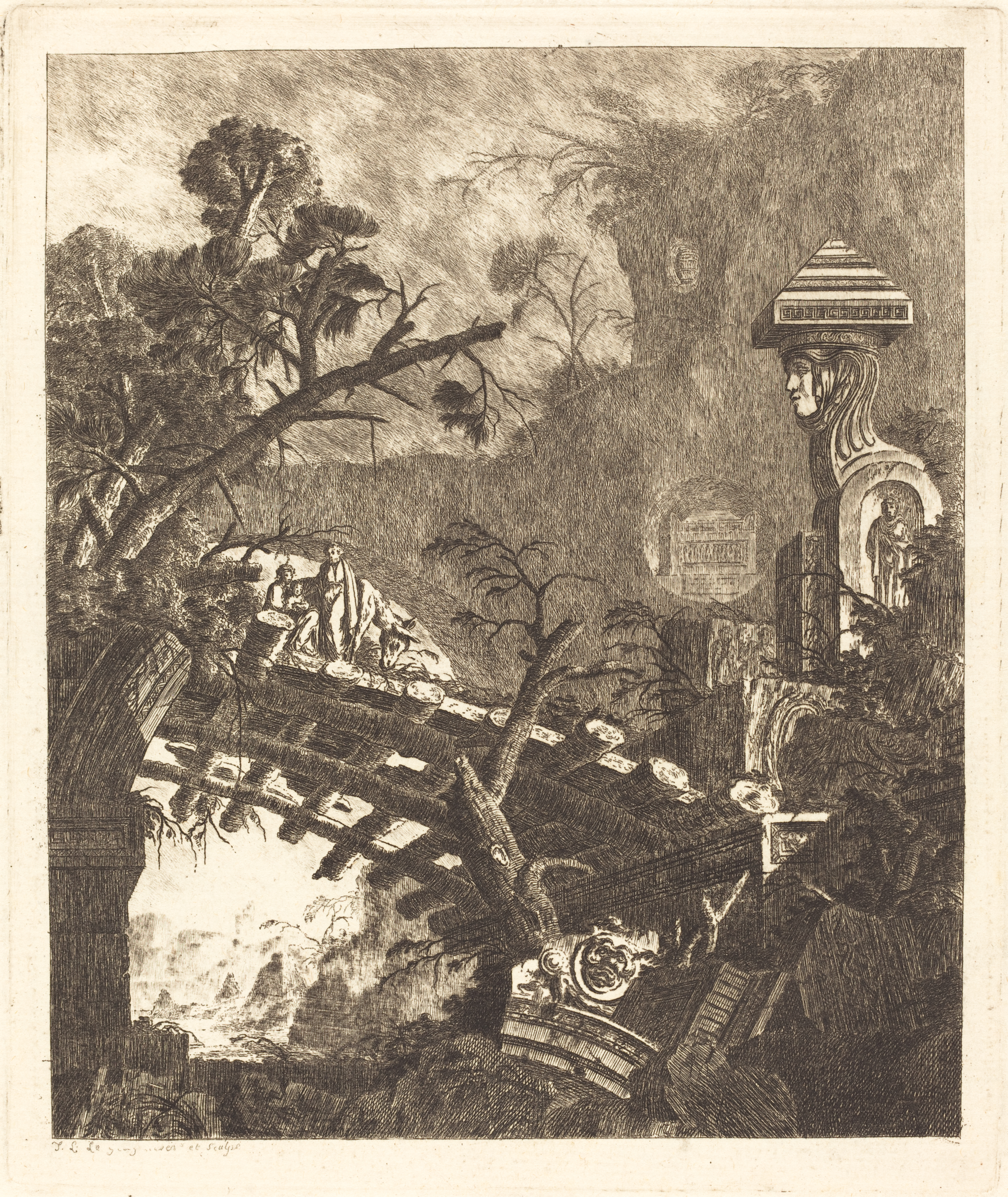
La Fuite en Égypte, Jean-Laurent Legeay, 1768

### La fuite en Égypte en musique
Si le thème de la fuite en Égypte demeure moins traité que celui du massacre des Innocents à proprement parler, il donne tout de même lieu à des mises en musique qui reprennent le texte de l’Évangile de Matthieu, depuis l'avertissement de l'ange jusqu'à la citation de la lamentation de Rachel (et donc incluant le massacre). 
Ainsi Paul Hindemith reprend-t-il l'intégralité des versets 13 à 18 de l’Évangile dans son motet pour soprano ou ténor et piano Angelus Domini apparuit (1958). Howard Blake, tout en abrégeant le texte, traite aussi brièvement de cet épisode dans la première partie de son oratorio The Passion of Mary (2006), dans un passage dévolu au chœur. 
Au XIXe siècle, Max Bruch les précède en écrivant deux pièces chorales avec orchestre sur la fuite en Égypte : La Fuite de la Sainte Famille opus 20 et La Fuite en Égypte opus 31 n°1. Les textes, respectivement de Joseph von Eichendorff et de Robert Reinick, ne sont pas bibliques mais s'attachent à évoquer de manière pittoresque la nature qui encadre la fuite. 
Le sujet est traité de manière beaucoup développée dans L'Enfance du Christ d'Hector Berlioz. Qualifiée par son auteur de "trilogie sacrée", cette œuvre déploie, sur un livret de Berlioz lui-même, le songe d'Hérode et le massacre des Innocents qui en découle, la fuite en elle-même et enfin l'installation de la Sainte Famille à Sais.  

## Célébrations

### Festivités en Égypte
« Les festivités associées au voyage de la Sainte Famille en Égypte » sont inscrites sur la liste représentative du patrimoine culturel immatériel de l'humanité par l'UNESCO en 2022. Les festivités associées au voyage de la Sainte Famille en Égypte commémorent la fuite de la Sainte Famille en Égypte.
Deux festivités sont organisées chaque année pour célébrer l’événement. La première, La fête de l’arrivée de la Sainte Famille en Égypte dure une journée et se tient au début du mois de juin. La deuxième, La Nativité de la Vierge Marie, est célébrée entre mai et août. Ces activités incluent des chants, des jeux traditionnels, des activités de peinture corporelle, des reconstitutions du voyage, des processions, des performances artistiques et le partage de spécialités culinaires traditionnelles.